# روزي أودونيل
روزي أودونيل (بالإنجليزية: Rosie O'Donnell)‏ مواليد 21 مارس 1962 في كوماك، نيويورك، نيويورك، الولايات المتحدة، هي ممثلة أمريكية بدأت مسيرتها الفنية عام 1979. كما أنها من الفائزات بجائزة إيمي.

## الأعمال
- ألي مكبيل
- القاضية إيمي
- اكبح حماسك
- نيب/تك

## وصلات خارجية
- روزي أودونيل على موقع IMDb (الإنجليزية)
- روزي أودونيل على موقع الموسوعة البريطانية (الإنجليزية)
- روزي أودونيل على موقع روتن توميتوز (الإنجليزية)
- روزي أودونيل على موقع ألو سيني (الفرنسية)
- روزي أودونيل على موقع ميوزك برينز (الإنجليزية)
- روزي أودونيل على موقع تيرنر كلاسيك موفيز (الإنجليزية)
- روزي أودونيل على موقع أول موفي (الإنجليزية)
- روزي أودونيل على موقع قاعدة بيانات برودواي على الإنترنت (الإنجليزية)
- روزي أودونيل على موقع قاعدة بيانات برودواي على الإنترنت (الإنجليزية)
- روزي أودونيل على موقع قاعدة بيانات الأفلام السويدية (السويدية)
- الموقع الإلكتروني